# Bokite
La bokite è un minerale appartenente al gruppo della straczekite.